# Zygmunt Kosterski
Zygmunt Grzegorz Kosterski (ur. 12 marca 1857 w Kielcach, zm. 14 kwietnia 1932 tamże) – inżynier komunikacji, organizator szkolnictwa technicznego, działacz niepodległościowy.

## Życiorys
Uzyskał maturę w gimnazjum rządowym w Radomiu (1877), a następnie ukończył Instytut Inżynierów Drogowych i Komunikacji w Petersburgu (1882), uzyskując rangę sekretarza kolegialnego. Początkowo pracował w rosyjskim ministerstwie komunikacji – uczestnicząc najpierw w budowie linii kolejowej Wilno – Równe (1883–1885), a następnie prowadząc prace nad osuszaniem błot pińskich. Potem pracował przy budowie szlaków kolejowych na terenie Rosji i Chin. W latach 1891–1894 kierował pracami budowlanymi na trakcie pomiędzy Pietrozawodskiem a Wołogdą, a także przy regulacji rzeki Swiri. W 1894 wystąpił ze rosyjskiej służby państwowej. W latach 1894–1903 prowadził nowoczesną garbarnię w Petersburgu, w której zastosował wymyśloną przez siebie metodę obróbki skór przy zastosowaniu prądu elektrycznego, co przyśpieszało cały proces. W wyniku dekoniunktury spowodowanej wojną japońsko-rosyjską przedsiębiorstwo splajtowało.
W 1904 wraz z rodziną powrócił do rodzinnych Kielc, gdzie początkowo pracował jako rzeczoznawcy w Kolejach Nadwiślańskich, które w 1897 r. po upaństwowieniu przejęły dotychczas prywatną Kolej Iwangorodzko-Dąbrowską. Jednak już wkrótce, bo w 1905 r., nie przedłużono z nim umowy. Wynikało to z polityki rosyjskich władz państwowych, które nie chciały zatrudniać zbyt wielu Polaków na kolejach w Królestwie Polskim. W związku z tym po otworzeniu w wyniku rewolucji 1905 r. otworzyły się możliwości rozwoju dla prywatnego szkolnictwa polskiego otworzył w Kielcach pierwszą szkołę techniczną. Po długotrwałych staraniach uzyskał zgodę rosyjskich władz w 1909 roku i na jesieni tego roku prywatna siedmioklasowa Szkoła Przemysłowo-Techniczną w Kielcach rozpoczęła działalność. Mieściła się ona w należących do niego kamienicach , początkowo przy Rynku, a następnie na ulicy Starowarszawskiej. Szkoła od początku miała wysoki poziom, co gwarantowały dobrze wyposażone laboratoria. Absolwenci szkoły byli zatrudniani jako mistrzowie, pomocnicy inżynierów.
W tym czasie związał się ze środowiskiem inteligencji niepodległościowej w Kielcach, którego przywódcą był inżynier kolejowy Józef Saturnin Filipkowski (1848–1921). Wraz z nim w latach 1912–1914 był kwestorem Polskiego Skarbu Wojskowego w Kielcach, wspierając materialnie ruch irredenty antyrosyjskiej. Podczas I wojny światowej był działaczem Konfederacji Narodowej Polskiej (1914–1915), a następnie Zjednoczenia Organizacji Niepodległościowych i Komitetu Narodowego w Kielcach oraz Narodowej Rady Okręgowej Ziemi Kieleckiej (1915–1917). Członek Polskiej Organizacji Wojskowej (1915–1918) i prezes Pomocniczego Komitetu Wojskowego, a także Towarzystwa „Piechur” w Kielcach. Od 1917 r. członek Partii Niezawisłości Narodowej w Kielcach, którą reprezentował w strukturach Unii Demokratycznej i Komisji Porozumiewawczej Stronnictw Niepodległościowych (1917–1918). W okresie międzywojennym działał w organizacjach kombatanckich.
Pochowany na Cmentarzu Starym w Kielcach (Kwatera 10C).

## Życie prywatne
Syn powstańca styczniowego i działacza „białych” Ludwika (1820–1881). Ożenił się z Rosjanką, siostrą swego kolegi ze studiów Anną z domu Fiodorow (1863–1942). Mieli syna działacza niepodległościowego Władysława (1892–1973).